# Кромески

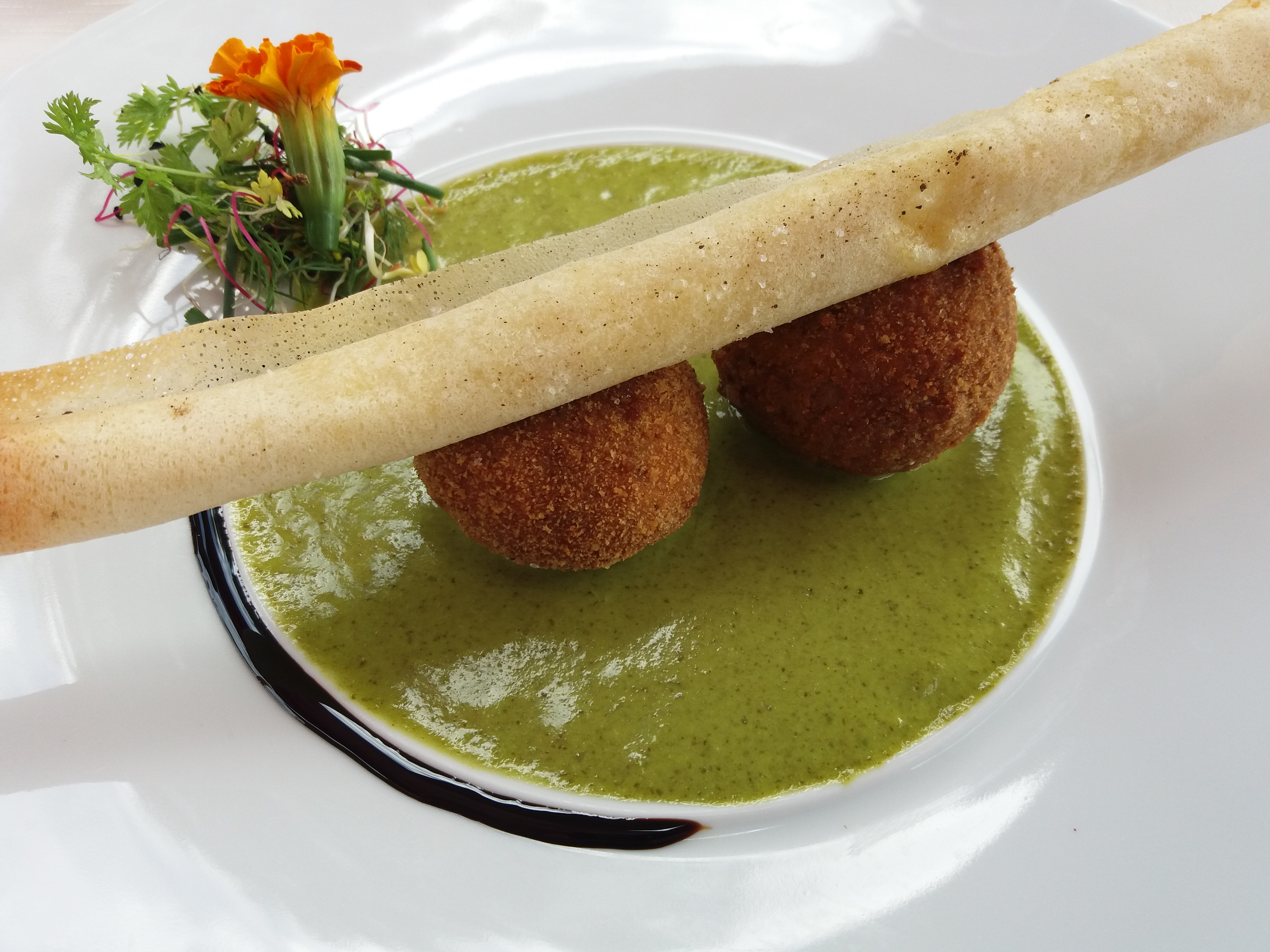
Кромески из утиного фуа-гра с крекером из рокамадура в зелёном соусе из руколы

Кромески́ (фр. cromesquis, от «кромочка») — закуска или гарнир к прозрачным супам, блюдо южнофранцузской кухни. Представляют собой приготовленные во фритюре крокеты без панировки в форме шариков или кубиков, их принято сервировать с соответствующим основному ингредиенту соусом. Фарш для кромески обычно готовят из рубленого мяса птицы с грибами, заправленного густым соусом. Согласно «Кулинарному путеводителю» Огюста Эскофье, кромески готовят тремя основными способами: по-французски — в кляре, по-польски — завёрнутыми в тонкий несладкий блинчик и по-русски — в блинчике и кляре. В русских кулинарных книгах кромески именуются также блинчатыми пирожками.